# پسیدنیوس (دهانه)
پسیدنیوس یک دهانه برخوردی در ماه‌ است.

## دهانه‌های اقماری
این دهانه ۱۳ دهانه اقماری دارد.
| Posidonius | عرض جغرافیایی | طول جغرافیایی | قطر          |
| ---------- | ------------- | ------------- | ------------ |
| A          | ۳۱.۷° N       | ۲۹.۵° E       | ۱۱.۰ کیلومتر |
| C          | ۳۱.۱° N       | ۲۹.۶° E       | ۲.۰ کیلومتر  |
| B          | ۳۳.۱° N       | ۳۰.۹° E       | ۱۴.۰ کیلومتر |
| E          | ۳۰.۵° N       | ۱۹.۷° E       | ۳.۰ کیلومتر  |
| G          | ۳۴.۸° N       | ۲۷.۲° E       | ۵.۰ کیلومتر  |
| F          | ۳۲.۸° N       | ۲۷.۱° E       | ۶.۰ کیلومتر  |
| J          | ۳۳.۸° N       | ۳۰.۷° E       | ۲۲.۰ کیلومتر |
| M          | ۳۴.۳° N       | ۳۰.۰° E       | ۱۰.۰ کیلومتر |
| N          | ۲۹.۷° N       | ۲۱.۰° E       | ۶.۰ کیلومتر  |
| P          | ۳۳.۶° N       | ۲۷.۵° E       | ۱۵.۰ کیلومتر |
| W          | ۳۱.۶° N       | ۲۰.۱° E       | ۳.۰ کیلومتر  |
| Y          | ۳۰.۰° N       | ۲۴.۹° E       | ۲.۰ کیلومتر  |
| Z          | ۳۰.۷° N       | ۲۲.۹° E       | ۶.۰ کیلومتر  |